# Кала Кришнадаса
Ка́ла Кришнада́са (IAST: Kālā Kṛṣṇadāsa), или Кали́я Кришнада́са — кришнаитский святой и близкий сподвижник Нитьянанды, живший в Бенгалии в первой половине XVI века. Принадлежит к группе двадаша-гопал — двенадцати выдающихся кришнаитских святых.
Кала Кришнадаса был родом из бенгальской деревни Акайхата, расположенной в 3 км от города Катвы в современном округе Бардхаман (Бурдван) в Западной Бенгалии. На двенадцатый день лунного месяца чайтра там по сей день проводится праздник в честь его «ухода». Кала Кришнадаса провёл поздний период своей жизни во Вриндаване, где и умер, совершая свой бхаджан (религиозное поклонение). Потомки Кала Кришнадасы живут в различных святых местах Бенгалии.
В «Чайтанья-чаритамрите» говорится, что Кала Кришнадаса «был замечательным вайшнавом» и что он «не хотел знать никого, кроме Нитьянанды». В «Гаура-ганоддеша-дипике» (132) утверждается, что Кала Кришнадаса в играх Кришны во Вриндаване был мальчиком-пастушком по имени Лаванга.